# Dmitrij Odiniec

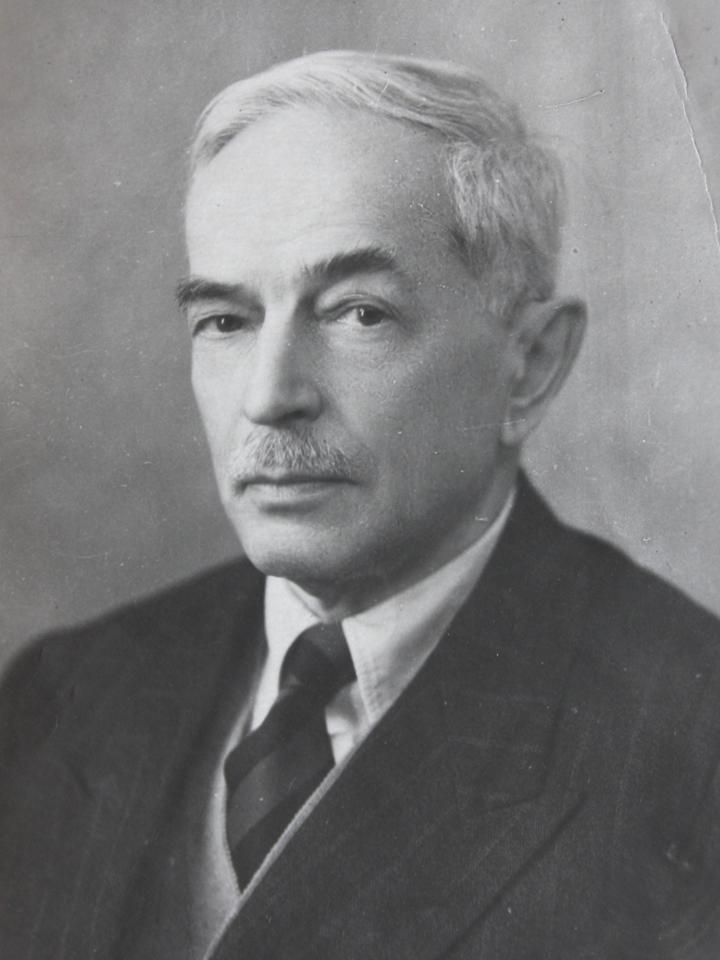
Dmitrij Odiniec

Dmitrij Michajłowicz Odiniec, ros. Дмитрий Михайлович Одинец (ur. 7 stycznia 1883 roku w Petersburgu, zm. 10 maja 1950 roku w Kazaniu) – rosyjski, a następnie emigracyjny pedagog i wykładowca akademicki, historyk, pisarz i publicysta, działacz polityczno-społeczny, minister do spraw wielkorosyjskich w rządzie ukraińskim, radziecki profesor.
W 1901 roku ukończył gimnazjum jarosławskie w Sankt Petersburgu, po czym wstąpił na miejscowy uniwersytet. W 1902 roku studiował też na instytucie archeologicznym. W latach 1903–1904 słuchał wykładów na wydziale historyczno-filologicznym uniwersytetu w Berlinie. Od 1906 roku działał w Grupie Pracy, wchodząc później w skład komitetu centralnego. Po ukończeniu studiów w 1907 roku, współpracował z historykiem W. I. Siergiejewiczem. Wkrótce został nauczycielem historii w petersburskich gimnazjach. W 1908 roku objął funkcję profesora historii prawa rosyjskiego na kursach historyczno-literackich i prawniczych N. P. Rajewa na wolnym uniwersytecie kobiecym. W 1910 roku wybrano go dyrektorem prywatnego gimnazjum męskiego S. A. Stołbcowa. Od 1911 roku był profesorem historii prawa rosyjskiego i sekretarzem wydziału prawniczego instytutu psychologicznego. Ponadto przewodniczył oddziałowi szkoleniowemu Petersburskiego Towarzystwa Uniwersytetów Ludowych i przewodniczącym Rady Wasileostrowskich Kursów Historyczno-Literackich. W sierpniu 1917 roku – na polecenie Rządu Tymczasowego – przybył do Kijowa, gdzie objął funkcję przewodniczącego miejscowego oddziału Ludowo-Socjalistycznej Partii Pracy. Był też profesorem kijowskiego uniwersytetu. Jednocześnie został zastępcą sekretarza generalnego spraw narodowych, a następnie ministrem do spraw wielkorosyjskich w rządzie ukraińskim. Opuścił to stanowisko po dojściu do władzy hetmana Pawło Skoropadskiego. Objął funkcję przewodniczącego kijowskiego komitetu Związku Odrodzenia Rosji. W grudniu 1919 roku przyjechał do Odessy, gdzie przeszedł kurs karabinów maszynowych. W szeregach oddziału wojsk Białych przekroczył granicę z Rumunii, gdzie go internowano. W maju 1920 roku zamieszkał w Królestwie SHS. Objął funkcję dyrektora gimnazjum w Belgradzie. Następnie przyjechał do Warszawy, gdzie został członkiem rosyjskiej komisji szkolnej. Jednocześnie działał w Rosyjskim Komitecie Politycznym, odpowiadając za zagadnienie położenia Rosjan w obozach dla internowanych. Po konflikcie z Borisem W. Sawinkowem wyjechał do Francji w 1921 roku W Paryżu został sekretarzem generalnym Rosyjskiego Związku Akademickiego we Francji. Od 1922 roku był profesorem na Sorbonie, zaś od 1923 roku w Instytucie Franko-Rosyjskim Nauk Społecznych, Politycznych i Prawniczych. Cotygodniowo prowadził publiczne wykłady dotyczące rosyjskiej historii. Ponadto dawał odczyty związane z historią rosyjskiego prawa i oświaty narodowej. W latach 1924–1925 wykładał w Rosyjskim Uniwersytecie Ludowym w Pradze. Wybrano go sekretarzem Rosyjskiej Ligi Praw Człowieka i Obywatela. Działał w Stowarzyszeniu Pomocy Rosyjskim Chorym. Od 1928 roku przewodniczył Rosyjskiemu Stowarzyszeniu Pedagogicznemu, zaś od 1929 roku Rosyjskiemu Związkowi Akademickiemu we Francji. Założył Rosyjski Uniwersytet Ludowy w Paryżu. Był autorem licznym prac naukowych. Pisał artykuły do pism „Poslednije nowosti” i „Sowriemiennyje zapiski”. Od końca lat 20. działał w masonerii. W 1933 roku stanął na czele kierownictwa Biblioteki Turgieniewskiej. Od 1935 roku kierował Centralnym Komitetem Puszkińskim. W 1938 roku wszedł w skład grupy „Licom k Rossii”. Po zajęciu Francji przez wojska niemieckie latem 1940 roku, stracił to stanowisko. W marcu 1941 roku złożył wniosek do ambasady ZSRR o otrzymanie obywatelstwa radzieckiego i powrót do ojczyzny. Po ataku Niemców na Związek Sowoecki 22 czerwca 1941 roku, został aresztowany i osadzony w obozie dla internowanych w Compiègne, gdzie zorganizował grupę rosyjskich uczonych dla działalności oświatowej. Kiedy zachorował, przeniesiono go do szpitala wojskowego w Paryżu. Po wyleczeniu wypuszczono go na wolność. Jesienią 1943 roku wstąpił do konspiracyjnej organizacji proradzieckiej Związek Patriotów Rosyjskich we Francji. Zaczął pracować w redakcji pisma „Russkij patriot”. Po wyzwoleniu Paryża latem 1944 roku, wszedł w skład Komitetu Centralnego organizacji „Sowietskij patriot”, kierując jednocześnie oddziałem prawniczym. Ponadto objął funkcję redaktora naczelnego pisma „Russkij patriot” (przemianowanego na „Sowietskij patriot”). Utrzymywał ścisły kontakt z radzieckim konsulatem generalnym. Działał też w Związku Rosyjskich Pisarzy i Dziennikarzy. Latem 1946 roku otrzymał obywatelstwo radzieckie. W 1947 roku został nauczycielem i jednocześnie zastępcą przewodniczącego rady pedagogicznej szkoły radzieckiej w Paryżu. W listopadzie tego roku, po aresztowaniu większości członków kierownictwa organizacji przez Francuzów, stanął na jej czele. W połowie marca 1948 roku został aresztowany, po czym deportowano go do radzieckiej strefy okupacyjnej Niemiec. Po przybyciu do ZSRR zamieszkał w Kazaniu, zostając profesorem wydziału prawniczego miejscowego uniwersytetu. W 1965 roku żona przekazała osobiste archiwum prof. Odińca Bibliotece Naukowej Kazańskiego Uniwersytetu.